# روگپس
روگپس (نام علمی: Rugops) (به معنی صورت چروکیده) یک سرده از دایناسورهای گوشت‌خوار ددپا است که حدود ۹۵ میلیون سال پیش آفریقا می‌زیست. از سرده روگپس تا کنون یک گونه با نام روگپس پریموس شناسایی‌شده که در سال ۲۰۰۴ توسط پاول سرینو دیرینه‌شناس آمریکایی در نیجر کشف و نام‌گذاری شد. روگپس متعلق به خانواده‌ای از دایناسورهای گوشت‌خوار ددپا به آبل‌خزندگان است که در اواخر دوره کرتاسه به صورت گسترده در سرزمین‌های ابرقاره سابق گوندوانا در نیم‌کره جنوبی زمین زیست می‌کردند. کشف روگپس در آفریقا ثابت کرد که فروپاشی این ابرقاره خیلی دیرتر از آن‌چه پیشتر تصور می‌شد روی داده‌است.

## توصیف

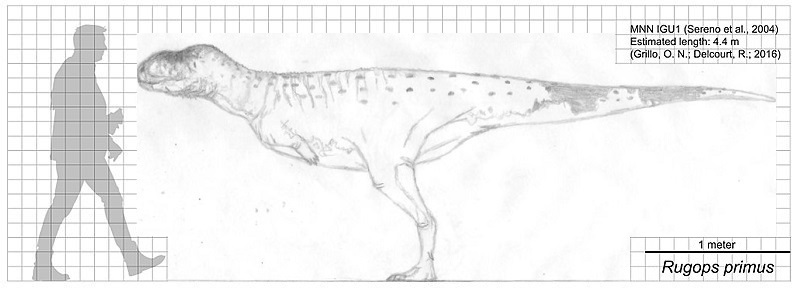
مقایسه اندازه روگپس پریموس با انسان خردمند

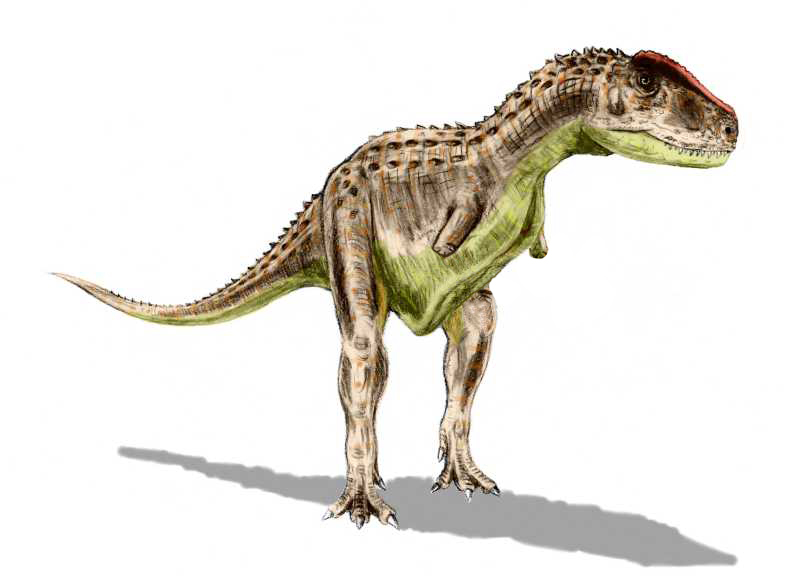
انگاشت هنری از پیکر روگپس بر اساس سنگواره

روگپس یک دایناسور گوشت‌خوار متوسط بود که بر اساس برآوردهای اولیه حدود ۶ متر طول و ۷۵۰ کیلوگرم وزن داشت اما در برآوردهای دقیق‌تر بعدی طول آن حدود ۴٫۴ متر و وزن آن حدود ۴۱۰ کیلوگرم اعلام شد. با چنین ابعادی روگپس در مقایسه با ددپایان بزرگی مانند اسپینوسور و کارکارودونتوسور که همزمان با آن زندگی می‌کردند دایناسوری بسیار کوچک‌تر و سبک‌تر محسوب می‌شد.این جانور از باقی مانده غذای اسپینوسور تغذیه می‌کرده.همانند دیگر آبل‌خزندگان این جانور نیز دارای بدنی تنومند، جمجمه‌ای بزرگ همراه با پوزه‌ای گرد و دست‌های بسیار کوچک و تحلیل‌رفته بوده‌است آرواره های این جانور بسیار ضعیف بوده. برخی پژوهش‌ها نشان می‌دهند که روگپس ممکن است مانند برخی پرندگان و خزندگان امروزی دارای کاکلی زینتی بر روی سر خود بوده باشد.